# Vincetoxicum aristolochioides
Vincetoxicum aristolochioides là một loài thực vật có hoa trong họ La bố ma. Loài này được (Miq.) Franch. & Sav. miêu tả khoa học đầu tiên năm 1877.